# الکساندر گالو
الکساندر گالو (انگلیسی: Alexandre Gallo؛ زادهٔ ۲۹ مهٔ ۱۹۶۷) یک فوتبالیست اهل برزیل است.
از باشگاه‌هایی که در آن بازی کرده‌است می‌توان به باشگاه فوتبال بوتافوگو، باشگاه فوتبال سائو پائولو، باشگاه فوتبال کورینتیانس، سانتوس، و اتلتیکو مینیرو اشاره کرد.